# لغز الزوارق وقصص أخرى
لغز الزوارق وقصص أخرى هي مجموعة قصص قصيرة للكاتبة الإنجليزية أجاثا كريستي لكل من هيركيول بوارو والآنسة ماربل وباركر بين. وتحتوي على:
- لغز الزوارق
- لغز صندوق بغداد
- السوسن الأصفر
- الآنسة ماربل تحكي قصة
- في كوب مظلم
- مشكلة في خليج بولينزا
- كيف تنمو حديقتك؟
- الحلم
- مشكلة في عرض البحر

## نبذة قصيرة

### السوسن الأصفر (Yellow Iris)
يحاول بوارو كشف لغز جريمة حدثت قبل سنتين بمساعدة صديقه الكابتن هستنغز، فهل سيوفقان في مسعيهما؟

### كيف تنمو حديقتك؟ (?How Does Your Garden Grow)
في هذه القضية يتم تكريم «بوارو» في معرض الأزهار تقديرًا لجهوده في أعمال التحري، يبدو أن الجريمة تجد طريقها أيضًا لبوارو

### الحلم (The Dream)
استشارة غريبة من رجل ثري، يرى حلم واحد يتكرر ليلة بعد ليلة، لكن ما يصيب بوارو بالدهشة والحيرة أن ذاك الحلم تحقق

### مشكلة في عرض البحر (Problem at Sea)
على متن رحلة بحرية تحدث وقائع الجريمة، لا شهود و لا دوافع واضحة، أما الفرصة فهي تكاد تكون مستحيلة الوجود، لكن هل الأمر كذلك حقًّا؟!

## الترجمات العربية
ترجمة بعض القصص في هذه المجموعة القصصية وجمعت تحت عنوان «الشيطان امرأة»،خليل حنّا، المكتبة الثقافية بيروت-لبنان.